# Tienda de animales

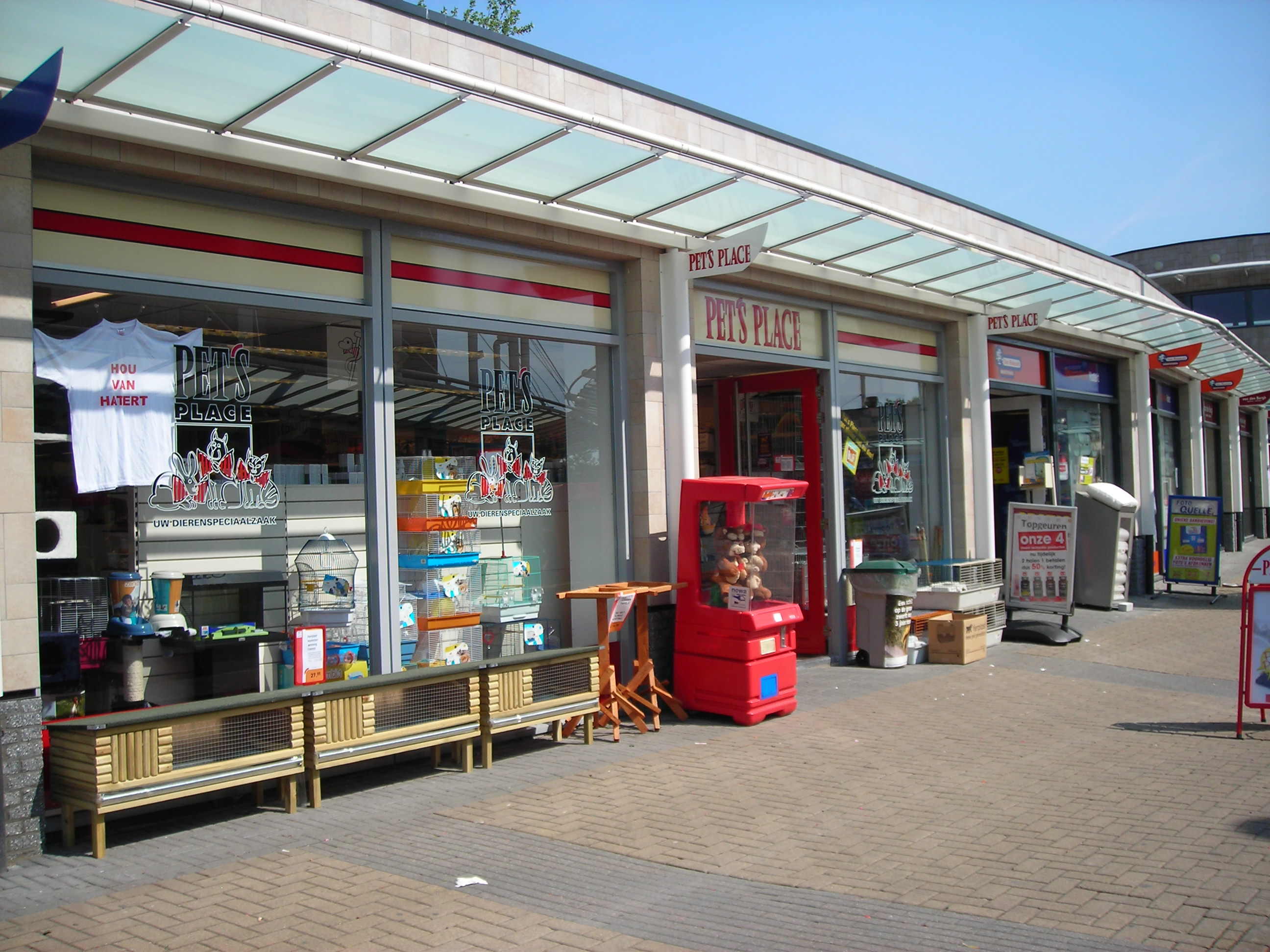
Una tienda de animales en Nimega (Países Bajos).

Una tienda de mascotas o tienda de animales es un comercio al por menor dedicado a la venta de productos para mascotas como alimentos, juguetes, snacks, cepillos,  y accesorios para mascotas en general. Pueden vender un determinado número de variedades de animales, incluyendo peces para acuarios caseros, pájaros pequeños tales como periquitos, pequeños roedores como cobayas, hámsteres y reptiles pequeños tales como lagartos y serpientes.
Los ratones, la carpa dorada pequeña y otros animales que sirven como alimento vivo (llamados alimentadores) para reptiles y peces también se venden generalmente. 

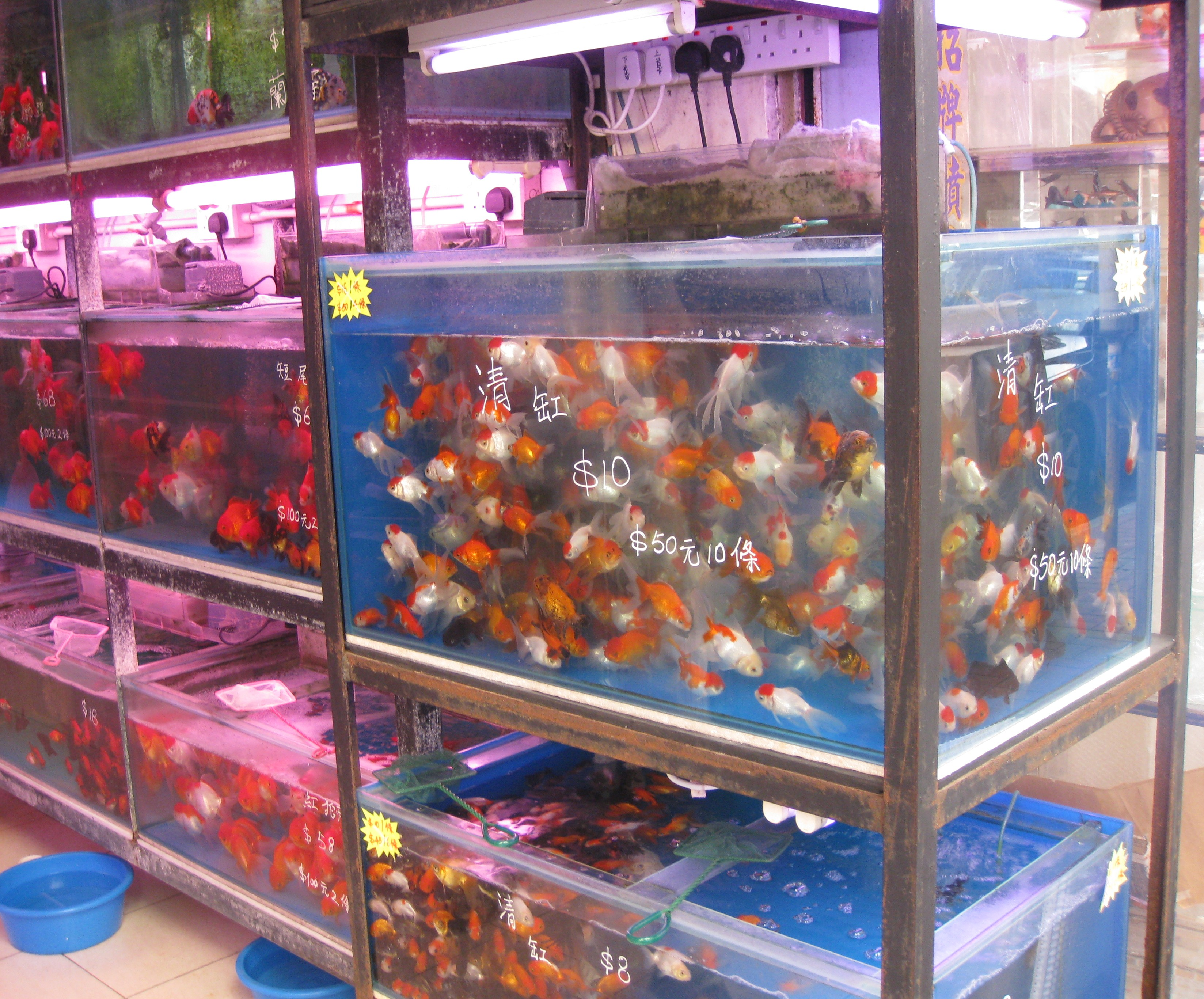
Tienda de carpas en Hong Kong

Los animales de venta más común en estos comercios en España son los pájaros y los cachorros de perros y gatos. Sin embargo, en el Reino Unido y en muchos otros países, los perros y gatos sin pedigrí no se venden en las tiendas de animales. 
Los animales domésticos exóticos como las serpientes grandes y los mayores loros y cacatúas solo están disponibles en algunas tiendas de animales. Dado que el cuidado de estos tipos de animales es difícil y costoso, generalmente solamente los establecimientos especializados en animales exóticos los tienen de manera regular.

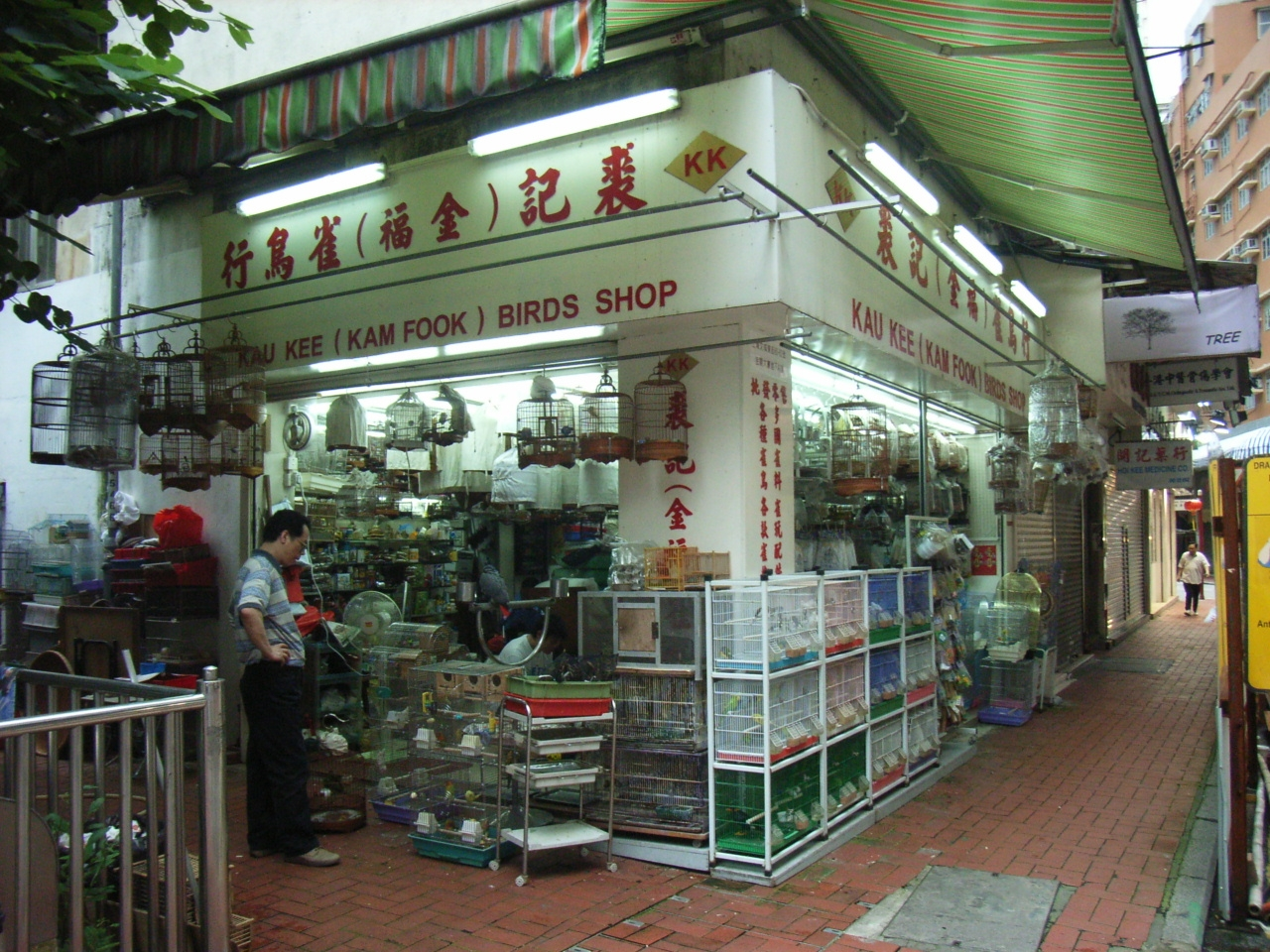
Tienda de pájaros en Hong Kong

Tiendas de mascotas, especialmente los especializados en animales acuáticos venden productos como peces, comida para peces, filtros de acuario, filtros de fondo, coral, y roca viva.
En los casos de abandono es posible que aparezcan nuevos dueños, solo si alguien se encarga de buscarlo y entregarle la mascota abandonada. Resulta práctica común anunciar en diversos sitios webs aquellas mascotas que busquen hogar. De esta manera se aprovecha el tráfico de webs de anuncios de mascotas y en muchas ocasiones se llega a una solución.
En México, una de las principales tiendas de mascotas, +Kota dejó de comercializar animales.
Esta última fue declarada en quiebra en 2022 debido a diversos escándalos por parte de empleados.
Otras tiendas como Petco (México) también dejaron de ofrecer seres sintientes, más en adopción.
En España, en 2024 surge la prohibición de la venta de animales en diferentes tiendas de mascotas.
En los últimos años el mercado de productos para mascotas se ha desarrollado considerablemente.

## Productos

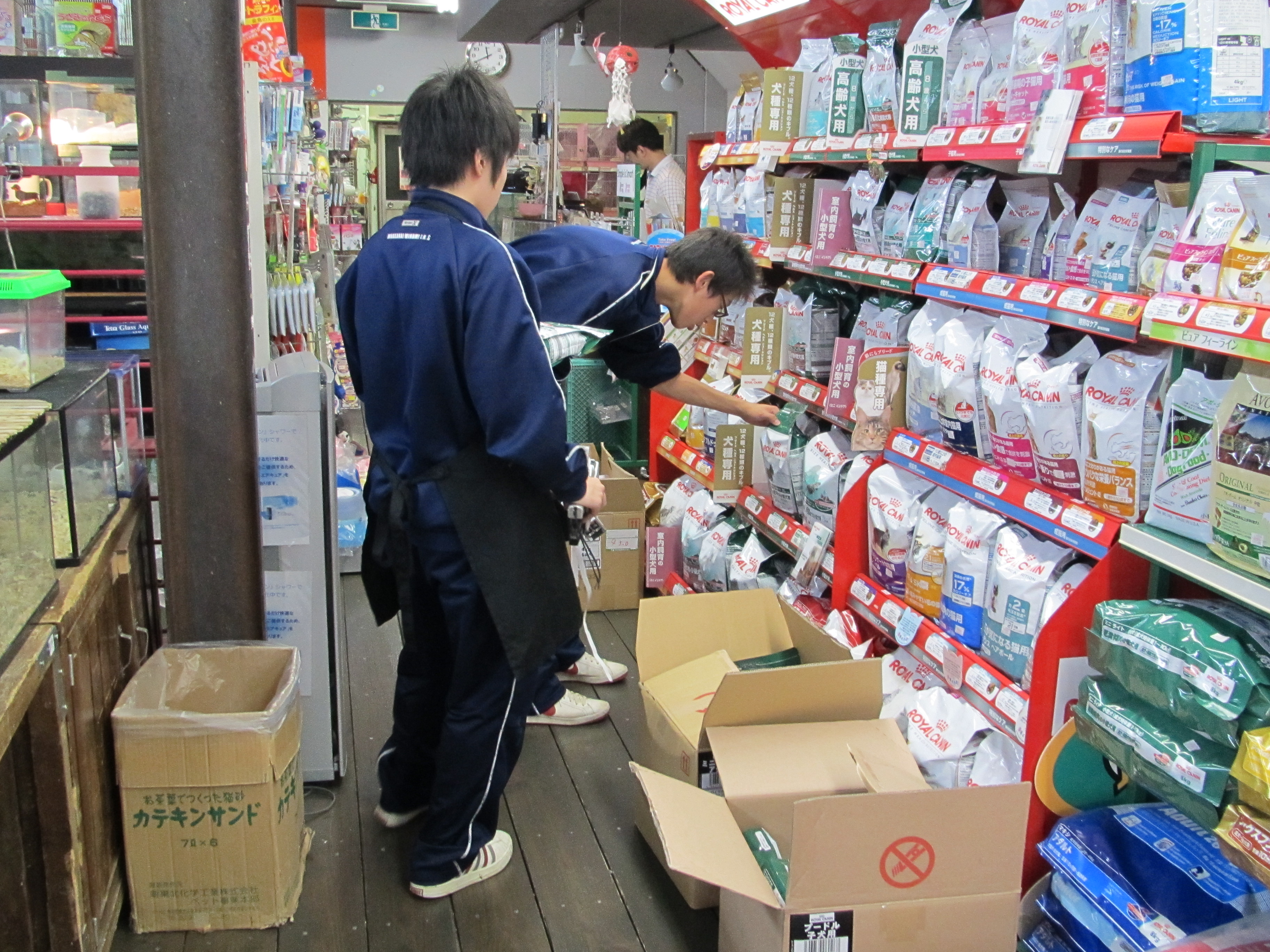
Comida para animales en una tienda de Japón

La industria ha desarrollado e incorporado nuevos productos, cada vez más específicos, para todo tipo de animales domésticos y para todo tipo de necesidades. Por ejemplo, bombachitas para mascotas con incontinencia o en celo; ropa y botas para perros, comederos programables que llaman a la mascota a comer a la hora señalada (a través de un mensaje que puede dejar grabado su amo) y muchos más
En el área de alimentos balanceados, también ha habido un gran avance. Se amplió la variedad de productos para mascotas con necesidades específicas: según edad y tamaño, para animales que sufren problemas médicos, según el ambiente en donde vivan (interior o exterior), etc.
Ambos mercados fueron enriquecidos por el desarrollo de exportaciones e importaciones, que hizo que estos nuevos productos, mayormente desarrollados en EE. UU. y Europa llegaran a todo el mundo.

## Comercio electrónico
El desarrollo del comercio electrónico también generó una nueva plataforma para la comercialización de productos para mascotas.
Cada vez es más habitual, dentro del comercio electrónico en lo que animales se refiere, tener a nuestra disposición tiendas de animales en línea en la que la venta de productos puede llegar a ser mucho más amplia gracias a la variedad de productos existentes en el mercado.
Sin dejar de lado el comercio tradicional la tienda electrónica es otra forma de obtener productos para las mascotas a un precio óptimo, lo que nos permite realizar comparaciones de calidades y precios. Gracias a la fácil accesibilidad que nos ofrece Internet al realizar las búsquedas en línea sin tener que desplazarnos por tiendas físicas.
Si bien es poco habitual el encontrar una tienda de comercio electrónico de comercialización de animales vivos, quedándose más reservado al comercio tradicional por asuntos de seguridad, higiene y sobre todo por el sufrimiento de los animales en los trayectos de desplazamiento.